# Black Wake
Black Wake es una película estadounidense de terror, ciencia ficción y suspenso de 2018, dirigida por Jeremiah Kipp, que a su vez la escribió junto a Jerry Janda y Carlos Keyes, musicalizada por Scott Hampton, en la fotografía estuvo Christopher Bye y Kenneth Kotowski, los protagonistas son Nana Gouvea, Tom Sizemore y Eric Roberts, entre otros. El filme fue producido por Black Wake Enterprises y se estrenó el 7 de agosto de 2018.

## Sinopsis
Especialistas se juntan en una instalación ultrasecreta, su objetivo es investigar acerca de varias muertes misteriosas en las costas del océano Atlántico.